# Provincia de Osorno (1940-1976)
La provincia de Osorno fue una de las divisiones administrativas de Chile existente hasta 1976.

## Historia
Originalmente el territorio de la provincia de Osorno fue el antiguo corregimiento de Osorno, que desapareció cuando la ciudad de Osorno fue cercada por los Huilliches y destruida en 1602. Posteriormente, el gobernador Ambrosio O'Higgins refundó la ciudad en 1796, conformándose el gobierno de Osorno y partido de Osorno. 
Luego de la Independencia de Chile el territorio asociado al partido de Osorno apasó a conformar la delegación de Osorno, que más tarde fue integrado a la antigua provincia de Valdivia, creada el 30 de agosto de 1826.
En la constitución de 1833, se realiza un cambio a la división político administrativa, conformando el departamento de Osorno (regido por un gobernador), aunque manteniendo su permanencia en la provincia de Valdivia.
El 22 de octubre de 1861, el departamento de Osorno pasa a la provincia de Llanquihue.
El 30 de diciembre de 1927 con el DFL 8582, se segregó el departamento de Osorno de la provincia de Llanquihue, pasando a formar nuevamente parte de la provincia de Valdivia.
Su independencia de otras provincias la lograría el 19 de enero de 1940, cuando se promulga la ley de creación de la provincia de Osorno. La provincia de Osorno nace del territorio del antiguo departamento de Osorno; dividiéndose originalmente en los siguientes dos departamentos:.
| Departamento | Cabecera  |
| ------------ | --------- |
| Osorno       | Osorno    |
| Río Negro    | Río Negro |

Posteriormente, durante los años 1970, ocurre un nuevo cambio en la división políticoadministrativa del país, con la creación de las regiones. Es así como en 1976 se crea la Región de Los Lagos, con las provincias de Chiloé, Llanquihue, Osorno, Palena y Valdivia; se suprimen los departamentos y distritos, dejando solamente las provincias y comunas previamente existentes.